# Gustav Wahl
Gustav Wahl (* 25. Juli 1877 in Berlin; † 12. April 1947 in Hamburg) war ein deutscher Bibliothekar. Er leitete als Direktor die Deutsche Bücherei in Leipzig und die Staats- und Universitätsbibliothek in Hamburg.

## Leben
Nach dem Abitur am Französischen Gymnasium in Berlin studierte Gustav Wahl drei Semester Rechtswissenschaften, danach germanische und romanische Philologie sowie Philosophie in Freiburg, Berlin und Heidelberg. Während seines Studiums wurde er im Winter-Semester 1896/97 Mitglied der Burschenschaft Allemannia Berlin. Im Jahr 1901 promovierte er an der Universität Heidelberg mit dem Thema „Johann Christoph Rost: ein Beitrag zur Geschichte der deutschen Literatur im 18. Jahrhundert“. In der Zeit arbeitete er als Assistent bei Richard Schröder am Deutschen Rechtswörterbuch mit. Am 1. April 1902 begann seine bibliothekarische Laufbahn als Volontär an der Heidelberger Universitätsbibliothek. Am 1. August 1904 folgte die Ernennung zum wissenschaftlichen Hilfsarbeiter. In der Funktion wirkte er 1905 beim Umzug der Heidelberger Universitätsbibliothek in ein neues Gebäude mit.
Im Jahr 1907 wurde Wahl als Nachfolger von Professor Möbius Bibliothekar und Vorstand der Bibliothek der Senckenbergischen Gesellschaft in Frankfurt am Main. Er gestaltete unter anderem die Senckenbergische Bibliothek in eine öffentliche Anstalt um und reorganisierte sie.
Am 31. Januar 1913 berief der Börsenverein der Deutschen Buchhändler Wahl zum ersten Direktor der neu gegründeten Deutschen Bücherei. Der Amtsantritt war am 15. Mai 1913. Dort wirkte er beim Bibliotheksaufbau durch die Einführung einer Organisation, Auswählen der Mitarbeiter (vier wissenschaftliche Bibliothekare und 60 weitere Mitarbeiter) und das Betreuen des Bibliothekneubaus mit. Spannungen und Differenzen mit Karl Siegismund, dem Vorsitzenden des geschäftsführenden Ausschusses der Deutschen Bücherei und Vorsteher des Börsenvereins der Deutschen Buchhändler, wegen der einseitigen Betonung der bibliographischen Aufgaben und des Übergehens der Meinung der Bibliothekare veranlasste Wahl Anfang 1914 gemeinsam mit den anderen Bibliothekaren zur Kündigung. Die entsprechenden Schlagzeilen in der Presse zwangen Karl Siegismund zu einer öffentlichen Stellungnahme, die die Rücknahme der Kündigungen zur Folge hatte. Kurz nach der feierlichen Einweihung des Neubaus schied Wahl am 23. Oktober 1916 aufgrund sachlicher Meinungsverschiedenheiten mit dem Börsenverein aus.
Am selben Tag begann seine Tätigkeit an der Bibliothek des Reichsgerichts in Leipzig. Um die Stelle hatte sich Wahl, der für den Militärdienst als dauernd untauglich eingestuft worden war, am 6. September 1916 beworben. Zum 1. Januar 1918 wurde dann der Oberbibliothekar Wahl als Nachfolger des am 11. Juli 1917 verstorbenen Robert Münzel zum Direktor der Hamburgischen Stadtbibliothek ernannt und bekam den Titel Professor verliehen.

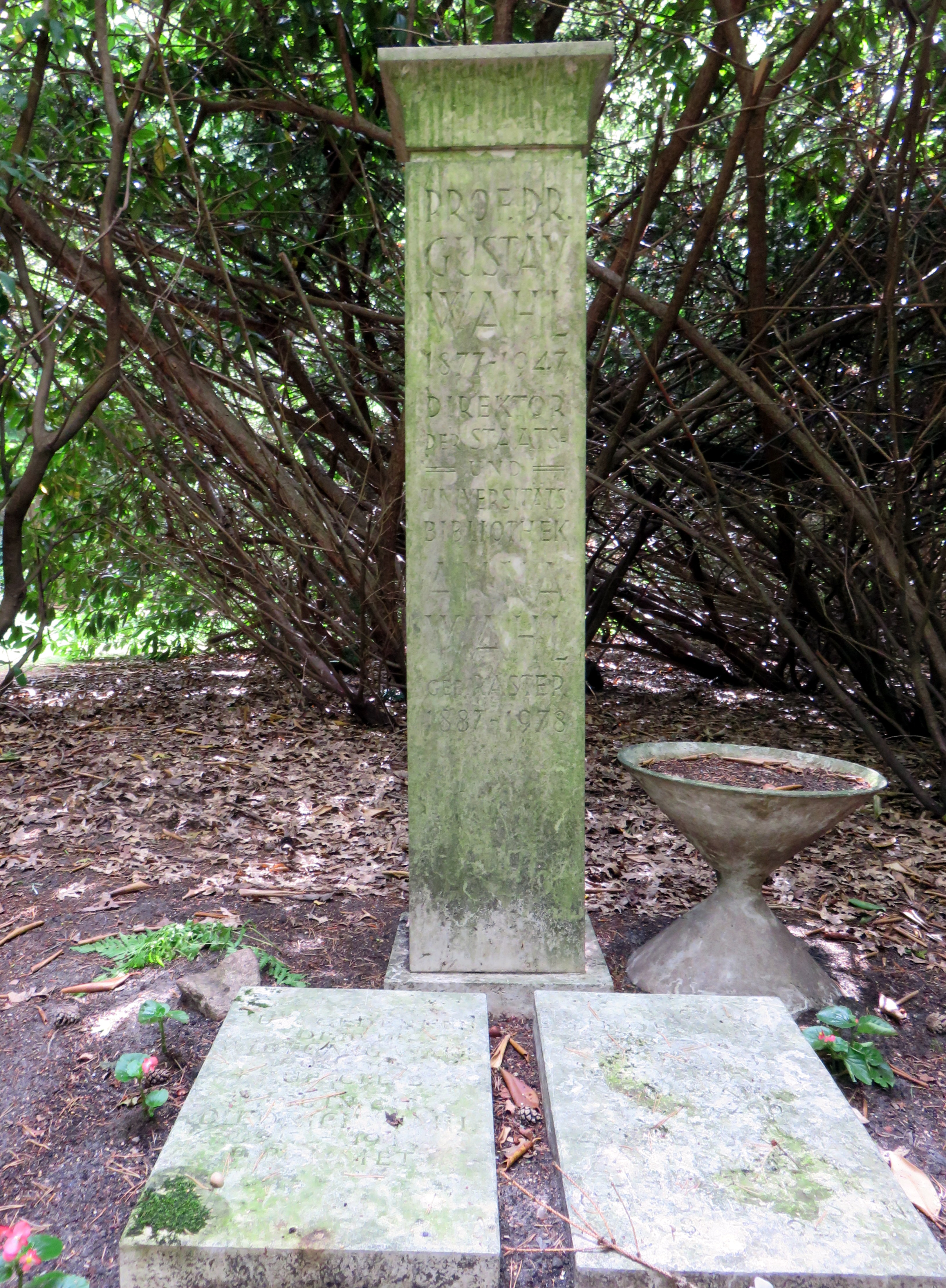
Grabsäule für Gustav Wahl auf dem Friedhof Ohlsdorf

Wahl leitete die Bibliothek, die 1921 in eine Staats- und Universitätsbibliothek umgeformt und 1938 in Bibliothek der Hansestadt Hamburg umbenannt wurde, bis zu seiner krankheitshalber vorgezogenen Pensionierung zum 1. Januar 1943. Er konnte eine Verdoppelung der Personalausstattung und des Etats bewirken. Auch die Räumlichkeiten für Verwaltung und Benutzung sowie Ausstellungen wurden vergrößert, aber die Neubaupläne waren nicht realisierbar. Einen Ruf an die Sächsische Landesbibliothek Dresden lehnte er 1920 ab. An seinem 66. Geburtstag erlebte Wahl 1943 die Zerstörung seiner Bibliothek und großer Teile ihres Bestandes durch einen britischen Luftangriff (Operation Gomorrha).
Wahl war in Hamburg im Vorstand der Ortsgruppe des Vereins für das Deutschtum. Er baute in der Bibliothek eine Sammlung von Literatur über das Deutschtum im Ausland und von im Ausland lebenden Deutschen verfassten Werken auf. Außerdem hielt er an der Universität Hamburg als Honorarprofessor für Buch- und Bibliothekswesen von 1921 bis 1944 Vorlesungen über die Kulturgeschichte des Auslandsdeutschtums.
Im Zeitraum von 1933 bis 1943 veranstaltete die Bibliothek unter Wahls Leitung, der am 6. Juli 1938 NSDAP-Mitglied wurde, 29 Ausstellungen und wirkte so aktiv bei der NS-Kulturpropaganda mit.
Gustav Wahl war mit Anna Raster verheiratet und hatte drei Kinder.
Auf dem Hamburger Friedhof Ohlsdorf befindet sich bei Planquadrat Y 10/11 südlich vom Nordteich für Gustav Wahl und seine Familie eine Grabsäule.